# Canal de Rangitoto
El canal de Rangitoto (en inglés: Rangitoto Channel) es uno de varios pasos entre las islas del interior del golfo de Hauraki, cerca de la desembocadura del puerto de Waitemata al este de Auckland en Nueva Zelanda. El canal es un tramo importante de agua, ya que es el único cuerpo de aguas profundas que conduce al puerto de Auckland y que permite el paso de buques de gran tamaño como los buques de carga de contenedores y Cruceros de pasajeros.
El canal separa el cono volcánico de la isla de Rangitoto de las bahías de la costa este de la ciudad de North Shore, al norte de la entrada de Waitemata.